# Bergbaurevier Südraum Leipzig
Das Bergbaurevier Südraum Leipzig ist einer der Naturräume in Sachsen und liegt im Süden der Leipziger Tieflandsbucht. Der Naturraum grenzt südlich an das Leipziger Land. Im Zentrum befindet sich die Stadt Borna. Die Ausdehnung des Gebiets ist identisch mit dem Bornaer Revier (auch Nordwestsächsisches Revier genannt), welches zur Mitteldeutschen Montanregion gehört.

## Beschreibung
Das Bornaer Revier wurde als industrielles Bergrevier seit Mitte des 19. Jahrhunderts betrieben, damals vorwiegend im Tiefbau und mit kleinräumiger Auswirkung. Neben dem landwirtschaftlichen Sektor (vorwiegend Gemüseanbau) zeichnete sich die Region durch eine diversifizierte und kleingewerbliche Wirtschaftsstruktur aus. Anfang des 20. Jahrhunderts hatte der Braunkohlenabbau im Bornaer Revier zwar schon wirtschaftlich bedeutende Dimensionen erreicht, charakterisierend für das Revier blieben jedoch bis in die Zeit des Ersten Weltkriegs hinein das ländliche Gewerbe und die Landwirtschaft.
Bergbauunternehmer aus dem Bornaer Revier zählten im Jahr 1909 zu den Gründungsmitgliedern des Mitteldeutschen Braunkohlen-Syndikats. Der großräumige Bergbau im Tagebaubetrieb erfolgte ab Mitte der 1920er Jahre und wurde beständig ausgeweitet. Zu dieser Zeit trug der Bergwerksdistrikt noch die offizielle Bezeichnung Nordwestsächsisches Revier. Daraus ging ab dem Jahr 1930 die Bezeichnung Bornaer Revier hervor, weil nur noch dort abgebaut wurde.
Als Bestandteil des Mitteldeutschen Braunkohlereviers gilt diese Bezeichnung fort, da im Raum Borna insbesondere mit dem Tagebau Vereinigtes Schleenhain unverändert Bergbau betrieben wird.
Mit der Stilllegung zahlreicher Tagebaue begann in den 1990er Jahren die Rekultivierung der Bergbaufolgelandschaften im Südraum von Leipzig. Für diese Zwecke trägt das Bornaer Revier seit dem Jahr 2001 zusätzlich als Naturraum die Bezeichnung Bergbaurevier Südraum Leipzig. Der Naturraum ist anthropogen stark umgestaltet und damit eine „technogene Naturraumeinheit“. Er enthält Tagebaue in verschiedenen Stadien; es existieren Phasen des Aufschlusses, des vollen Betriebs und der Wiederherstellung von Kulturlandschaften.
Das Bergbaurevier prägt den Südraum Leipzig als eine Altindustrieregion im Strukturwandel. Kennzeichnend sind Halden, Kippen, Tagebaurestlochseen und bereits rekultivierte Bergbaufolgelandschaften. Unter anderem entsteht in der Region das Leipziger Neuseenland, welches das touristisch vergleichsweise wenig attraktive Umland von Leipzig aufwerten soll. Als Naturraum ist das Bergbaurevier Südraum Leipzig mit 500 Quadratkilometern Fläche nach dem Lausitzer Seenland eines der größten Rekultivierungsprojekte Europas.

## Tagebaue

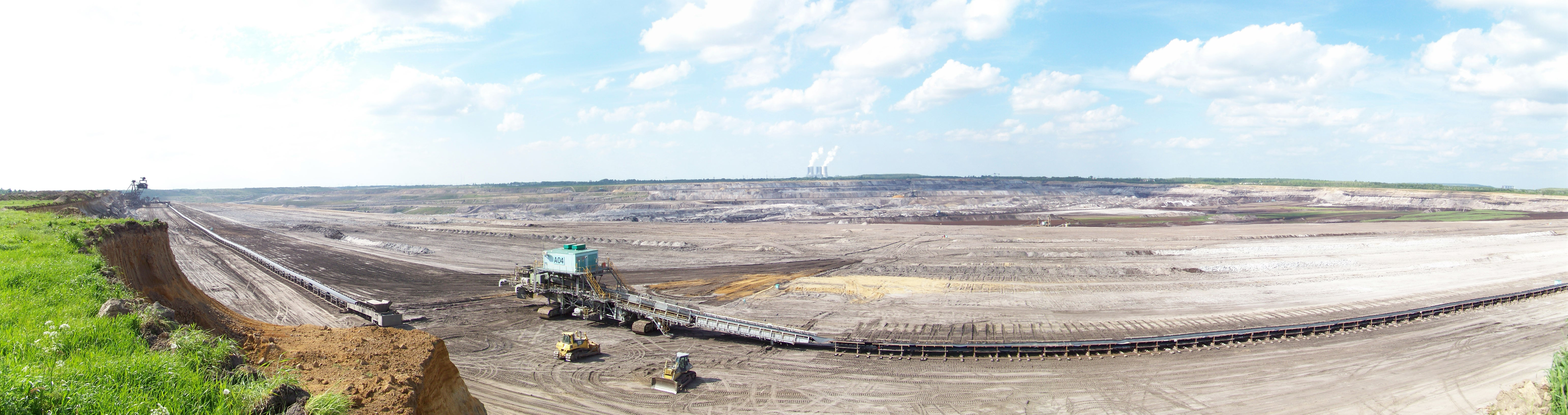
Panorama des sich in Betrieb befindenden Tagebaus Vereinigtes Schleenhain bei Borna von Heuersdorf aus gesehen

- Tagebau Borna-Ost/Bockwitz
- Tagebau Borna-West
- Tagebau Cospuden
- Tagebau Deutzen
- Tagebau Espenhain
- Tagebau Groitzscher Dreieck
- Tagebau Haselbach
- Tagebau Peres
- Tagebau Profen
- Tagebau Schleenhain
- Tagebau Vereinigtes Schleenhain
- Tagebau Witznitz
- Tagebau Zwenkau